# زكرة
الزكرة (zukra) هو مزمار ليبي، يتكون من قصبتين وينتهي بقرنيّ بقرة، وهو مشابه في الشكل للمزود التونسي.
تُعزف الآلة على شكل مزمار القربة في جنوب وغرب ليبيا، لكنها تُعزف عن طريق الفم بدون كيس في الشرق. تُعزف الآلة في الأعياد وحفلات التخرج والأعراس.

## أنظر أيضًا
- الموسيقى في ليبيا